# Батак
Батак  — город на юге Болгарии. Административный центр общины Батак в Пазарджикской области.

## География
Город расположен в районе хребта Баташка планина, на северо-западных склонах Родопских гор, в долине, окруженной невысокими (100—200 м.) холмами. К северо-западу от города находится Батакское водохранилище, третье по размеру в Болгарии, к юго-востоку — вершина Баташки Снежник (2082 м.). В окрестностях города имеется несколько национальных парков и заповедников.
Батакская община, центром которой является город — одна из самых крупных и редкозаселенных в Болгарии, около 90 % её территории занято густыми лесами.
Климат умеренно континентальный.
Расстояние до областного центра Пазарджик — 33 км, ближайшая железнодорожная станция находится в 15 км (Пештера).

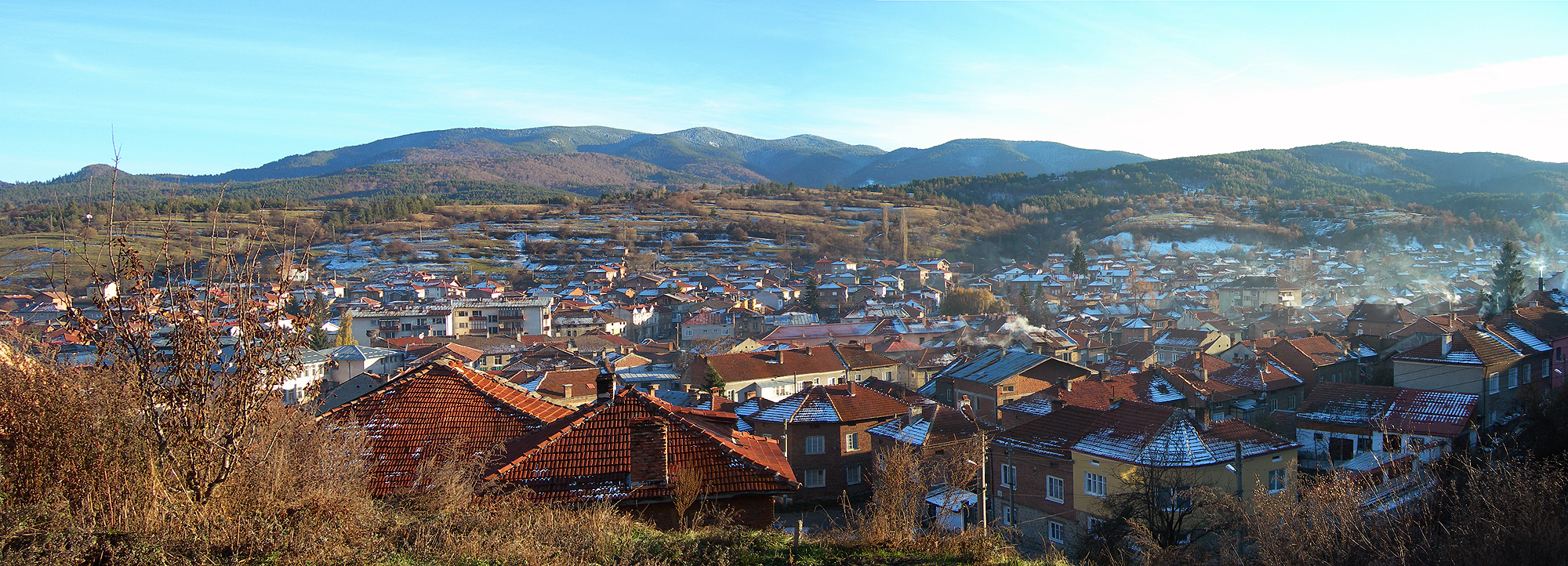
Панорама города Батака

## История
Происхождение топонима Батак достоверно неизвестно. Существует теория, отождествляющая Батак с половецким поселением Поток. Альтернативная теория связывает Батак с именем цепинского вождя Батоя. Существуют также менее принятые версии о турецком происхождении топонима.
Считалось, что Батак был основан в XVI веке болгарами — беженцами от насильственного обращения в ислам из Чепинской котловины, но, по-видимому, деревня была основана раньше.
Деревня Батак впервые упоминается в 1592 в надписи на фонтане кричимского монастыря, как находящаяся во владениях Сулеймана I. Предполагается, что деревня существовала задолго до этого.
Жители Батака занимались лесозаготовкой, деревообработкой, торговлей, содержали постоялые дворы.
Из Батака и окрестностей происходят многие гайдуки — повстанцы, боровшиеся против османского национального гнёта. От времен гайдуков осталось множество топонимов, таких как Хайдушка поляна, Хайдушка скала, Кървав чучур («кровавый поток») и др., и связанных с ними легенд.

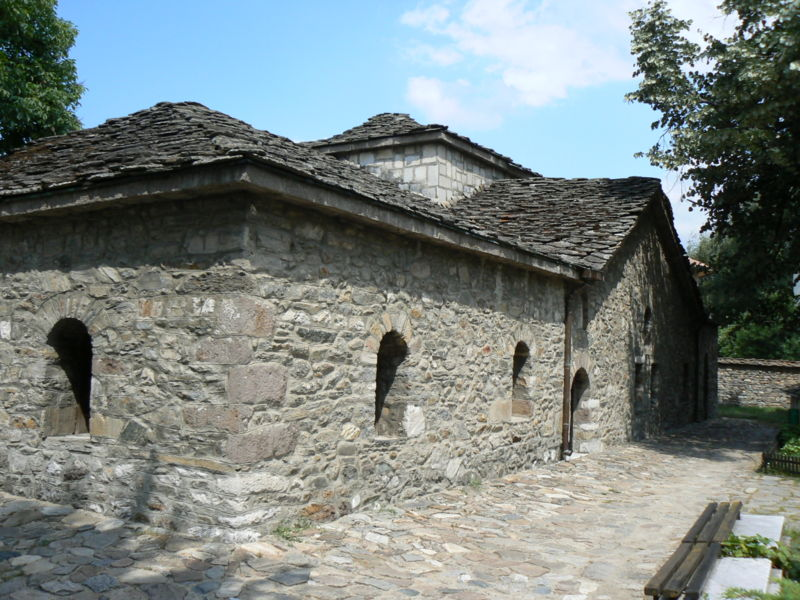
Церковь Святой Недели

В 1813 году была построена церковь Святой Недели (нынешняя историческая церковь), а в 1835 году была открыта школа имени Кирилла и Мефодия.
Батак был одним из центров Апрельского восстания 1876 года против турок и после пятидневных боев стал ареной «батакской резни», в которой погибли несколько тысяч человек, а Батак был сожжен до основания. Информация о Батакской резне быстро распространилась в мировых СМИ, и широкий общественный резонанс, наряду с другими событиями Апрельского восстания, создал предпосылки к русско-турецкой войне. 20 января 1878 года выжившие жители Батака приветствовали вошедшую в Болгарию русскую армию.

## Население
До событий Апрельской революции население Батака составляло 6500 человек (на 1865 год), после — 1815 (на 1884 год), в 50-60 годах XX века население превышало 10 тысяч человек.
Население города по состоянию на 2014 год — 3 463 человек.

### Известные уроженцы
Среди известных уроженцев Батака — архимандрит, игумен Рильского монастыря Йосиф Строителя, автор изданного в Москве в 1844 году «Болгарского букваря» Георгий Бусилин, ряд других деятелей болгарского национального возрождения и бывший вице-президент Болгарии Ангел Марин.

## Администрация
Батак получил статус города в 1963 году, однако не имеет своего мэра города (кмета) и подчиняется мэру общины.
Кмет общины Батак с 2007 года — Петр Крумов Паунов (Болгарская социалистическая партия (БСП).